# Echium vulgare

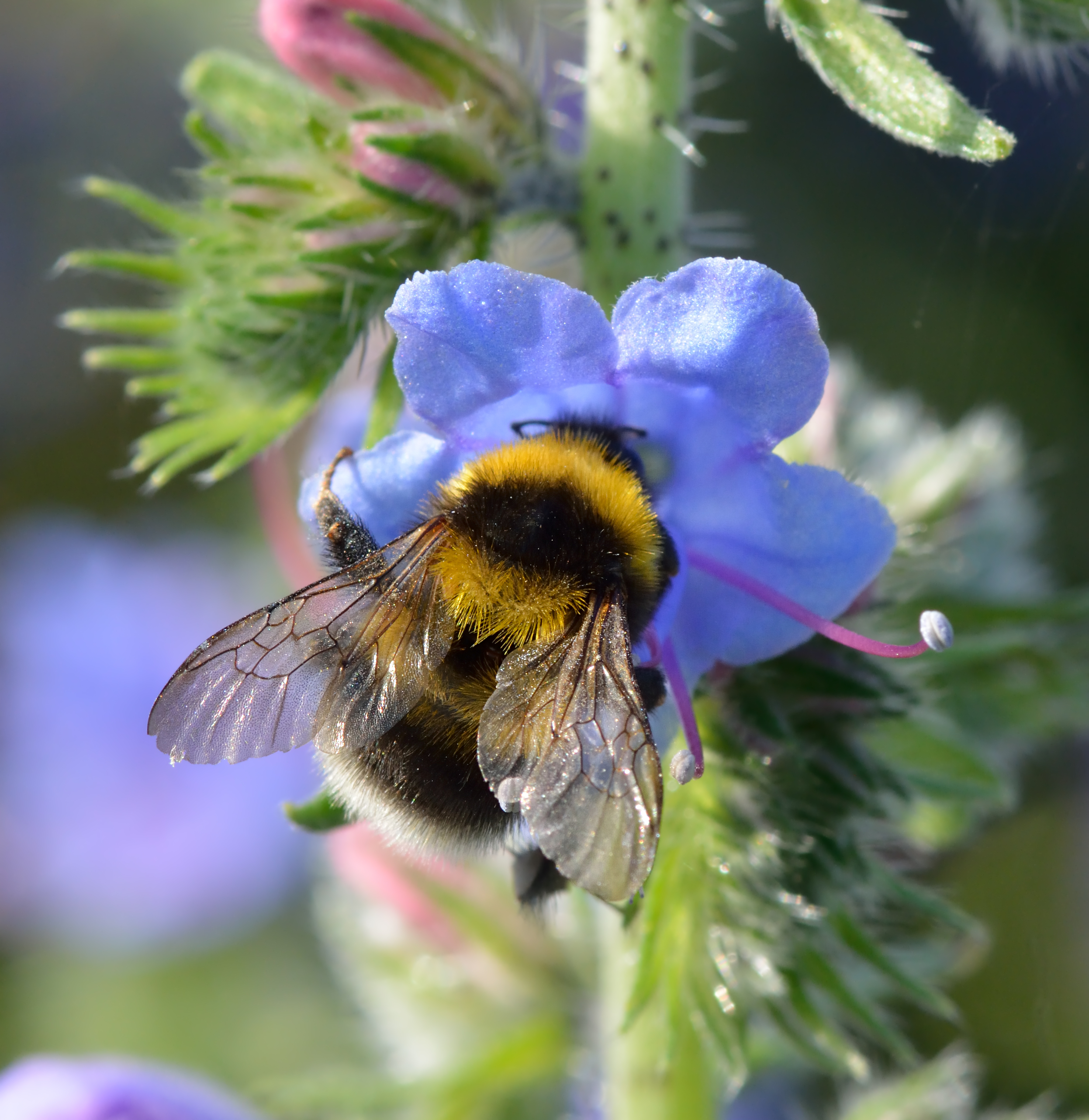

La viperina azzurra (Echium vulgare L., 1753) è una pianta  spontanea appartenente alla famiglia delle Boraginacee.

## Descrizione
È una pianta erbacea biennale.

### Portamento
Il fusto si presenta eretto e ramificato, con un'altezza compresa tra i 20 e gli 80 centimetri. È ricoperto da fitti peli rigidi.

### Foglie
Le foglia sono organizzate in rosetta basale, di forma lineare, lunghe tra i 6 ed i 10 centimetri e larghe tra 1 e 2 centimetri. Sono ricoperte da setole e da una morbida peluria.

### Fiori
I fiori sono prodotti in infiorescenze a spiga, con la corolla lunga 1 o 2 centimetri e di colore variabile dal blu al rosso-rosaceo e con striature blu o rosse e rosa. Gli stami variano da 3 a 5 e sporgono dalla corolla. La fioritura avviene nel periodo compreso tra in mesi di giugno e ottobre.

### Radici
La radice è di tipo fittonante.

## Distribuzione e habitat

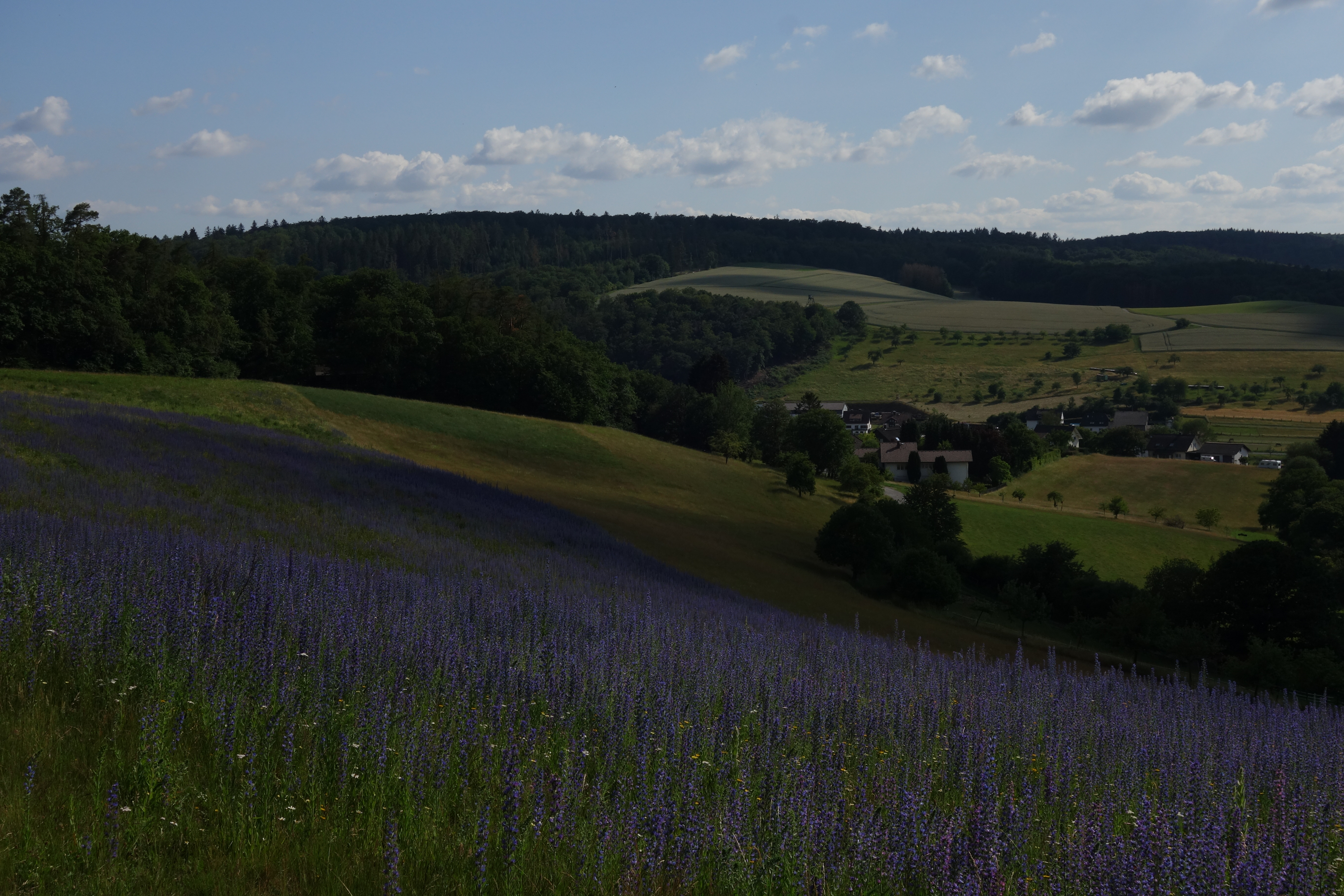
Frequente presenza presso Waldems-Wüstems nel Taunus

La viperina azzurra è diffusa in tutto il continente europeo e in Asia. È stata introdotta in America settentrionale ed in Cile.
Il suo habitat naturale è rappresentato da terreni incolti e pascoli ad altitudini comprese tra 0 e 1.200 metri.

## Usi
L'erba viperina è una pianta mellifera, i fiori sono molto bottinati dalle api, grazie alla lunga fioritura, sia per il polline, che per il nettare, da cui si può produrre del miele, anche monoflorale, ma solo nelle poche zone dove se ne trova in quantità sufficiente.

### Uso in medicina popolare
Tradizionalmente la viperina è utilizzata per le proprietà sedative, antinfiammatorie, antiossidanti e ansiolitiche.
È stata impiegata anche come rimedio per lesioni cutanee e abrasioni, per il trattamento di contusioni, distorsioni, distensioni muscolari e lesioni o strappi.
Foglie e fiori sono impiegati come diuretico e come rimedio contro la tosse.